# Emil Bergander
Emil Julius Johann Bergander (* 24. September 1894 in Dresden; † 24. September 1980 in Berlin) war ein deutscher Gärungschemiker und Hochschullehrer.

## Leben
Bergander wirkte zwischen 1935 und 1953 als Technischer Leiter der Dresdner Backhefefabrik und der Kornbrennerei Bramsch.
1953 übernahm er die Leitung des 1950 gegründeten Zentrallaboratoriums für die Hefe-, Spiritus-, Spirituosen- und Weinindustrie der DDR.
Gleichzeitig wurde er Lehrbeauftragter für Hefe- und Spiritustechnologie an der Landwirtschaftlich-Gärtnerischen Fakultät der Humboldt-Universität zu Berlin (HUB); wobei er einen maßgeblichen Anteil daran hatte, dass an der HUB der Studiengang Brennereiwesen wieder aufgenommen wurde.
1959 habilitierte er sich mit einer Studie zur Biochemie und Technologie der Hefe.
1960 erhielt er eine Professur und wurde Leiter der Abteilung Biochemie am Institut für Gärungschemie und landwirtschaftliche Technologie der HUB. 1963 wurde er emeritiert; seinen Lehrstuhl übernahm Gundolf Ströhmer.

## Schriften (Auswahl)
- 1959: Biochemie und Technologie der Hefe.
- 1967: Biologie der Hefen.

| Personendaten    | Personendaten                                      |
| ---------------- | -------------------------------------------------- |
| NAME             | Bergander, Emil                                    |
| ALTERNATIVNAMEN  | Bergander, Emil Julius Johann (vollständiger Name) |
| KURZBESCHREIBUNG | deutscher Gärungschemiker und Hochschullehrer      |
| GEBURTSDATUM     | 24. September 1894                                 |
| GEBURTSORT       | Dresden                                            |
| STERBEDATUM      | 24. September 1980                                 |
| STERBEORT        | Berlin                                             |